# Петторанелло-дель-Молизе
Петторанелло-дель-Молизе (итал. Pettoranello del Molise) — коммуна в Италии, располагается в регионе Молизе, в провинции Изерния.
Население составляет 426 человек (2008 г.), плотность населения составляет 28 чел./км². Занимает площадь 15 км². Почтовый индекс — 86090. Телефонный код — 0865.
Покровителем коммуны почитается святой Себастьян, празднование 20 января.

## Демография
Динамика населения:

## Администрация коммуны
- Официальный сайт: http://www.comune.pettoranello.is.it/ (недоступная+ссылка)